# 莫尔沙伊德
莫尔沙伊德是德国莱茵兰-普法尔茨州的一个市镇。总面积5.48平方公里，总人口970人，其中男性475人，女性495人（2011年12月31日），人口密度177人/平方公里。